# Commitment
Commitment es el séptimo álbum de estudio de la Fania All Stars, lanzado en el año 1980 bajo la producción de Jerry Masucci para el sello Fania Records. En este álbum participan Celia Cruz, Pete "El Conde" Rodríguez, Cheo Feliciano, Adalberto Santiago, Ismael Quintana, Rubén Blades, Santos Colón y Héctor Lavoe.

## Historia
Para el tiempo en que se grabó este álbum, el sello Fania no pasaba un buen momento económico y gran parte de la orquesta estelar había cambiado como por ejemplo Ray Barretto, Willie Colón, Larry Harlow y Bobby Valentín que no aparecen en este álbum. Por otro lado, otros miembros que se fueron brevemente como Yomo Toro y Nicky Marrero regresaban para poder grabar este disco.
Este álbum cuenta con cantantes que brillaban en esa época como Celia Cruz y Pete "El Conde" Rodríguez que venían de grabar un álbum juntos, Rubén Blades que se desempeñaba como cantante en la orquesta de Willie Colón y era uno de los que más discos vendía para el sello Fania y Héctor Lavoe que para ese entonces ya era uno de los artistas principales de la Fania además de tener una carrera que seguía en ascenso. Estos son solo algunos de los artistas que aparecen en este disco, cabe mencionar la ausencia de otro cantante importante de la Fania como Ismael Miranda.

## Lista de canciones
| N.º | Título                                              | Letras                                       | Cantante(s)                            | Duración |  |
| 1.  | «Encántigo» (Arreglos por: Luis García)             | Roy Brown                                    | Celia Cruz y Pete "El Conde" Rodríguez | 7:53     |  |
| 2.  | «La Borinqueña» (Arreglos por: Wilson Torres Jr.)   | Manuel Fernández Juncos, Félix Astol i Artes | Cheo Feliciano                         | 2:10     |  |
| 3.  | «Dinamita» (Arreglos por: Louie Ramírez)            | Gerard Grimaud                               | Adalberto Santiago                     | 4:48     |  |
| 4.  | «Piano Man» (Arreglos por: Jose Febles)             | C. Curet Alonso, J. Masucci y L. Ramírez     | Ismael Quintana                        | 7:18     |  |
| 5.  | «La Palabra Adiós» (Arreglos por: Carlos Franzetti) | Tite Curet Alonso                            | Rubén Blades                           | 4:55     |  |
| 6.  | «Cuando Despiertes» (Arreglos por: Louie Ramírez)   | J. Masucci, A. Munar y L. Ramírez            | Celia Cruz                             | 5:50     |  |
| 7.  | «Dime» (Arreglos por: Luis García)                  | Morris Albert, Louis Gasté y T. Fundora      | Santos Colón                           | 4:40     |  |
| 8.  | «Ublabadu» (Arreglos por: Luis Cruz)                | Pepe Becke                                   | Héctor Lavoe                           | 5:48     |  |

## Personal

### Músicos
- Líder de la orquesta - Johnny Pacheco
- Voces - Celia Cruz, Pete “El Conde” Rodríguez, Cheo Feliciano, Adalberto Santiago, Ismael Quintana, Rubén Blades, Santos Colón y Héctor Lavoe
- Coros - Rubén Blades, Humberto “Tito” Nieves, Néstor Sánchez
- Piano - Papo Lucca
- Bajo - Sal Cuevas
- Trompetas - Puchi Boulong, Ray Maldonado, Juancito Torres (Flugelhorn) y Héctor “Bomberito” Zarzuela
- Trombones - Reinaldo Jorge, Lewis Kahn y Leopoldo Pineda
- Bongó y Güiro - Roberto Roena
- Congas - Eddie Montalvo
- Timbales y Percusión de marcha - Nicky Marrero
- Vibráfono - Louie Ramírez
- Violín - Pupi Legarreta
- Cuatro - Yomo Toro
- Flauta, Percusión africana y Percusión - Johnny Pacheco
- Sección de cuerdas - Harold Kohon Strings Ensemble

### Artistas invitados
- Trompetas - Luis “Perico” Ortiz
- Guitarra - Eric Gale

### Créditos
- Productor - Jerry Masucci
- Ingeniero de sonido – Irv Greenbaun
- Diseño y Carátula del Arte Original - Ron Levine